# Guillermo Forteza Piña
Guillermo Forteza Piña (Palma de Mallorca, 1892 - ibídem, 1943) fue un arquitecto y político español destacado por la proyección de un gran número de escuelas en Mallorca desde 1921 hasta la  Segunda República.

## Biografía
Su formación la realizó en Barcelona, allí fue profesor de la Escuela de Artes y Oficios entre 1925-1930 y en 1933 fue nombrado arquitecto municipal de Palma.
Sus obras en un primer momento han sido clasificadas dentro de corrientes con influencias novecentistas y clásicas.
Forteza sobre todo es recordado como el arquitecto escolar, tarea donde evoluciona hacia posiciones más racionalistas.
En el ámbito político presidió el Centro Regionalista de Mallorca entre 1917-1919. Luego se pasó al Partido Liberal, dominado por Juan March, siendo alcalde de Palma de Mallorca en 1923.
Algunos de sus trabajos relativos a la arquitectura han sido recuperados y publicados, como Estudios sobre arquitectura y urbanismo (Barcelona, 1984, 2 vols.).

## Obras de Guillermo Forteza
- Clínica Munar (Hostal Archiduque), Palma de Mallorca (desaparecido)
- Plaza García Orell, Palma de Mallorca, 1934
- Grupo escolar Jaume I, Palma de Mallorca, 1935
- Grupo escolar Manuel Bartolomé Cossio (actualmente CP Joan Mas i Verd), Montuiri, 1935
- Casa Médico Ferrando, Montuiri
- El Sindicato, Felanich, 1921
- Casa Mossén Salvador Galmés, San Lorenzo del Cardezar, 1923
- Palacio de Marivent, Palma de Mallorca, 1924
- Escuela La Graduada (La Puebla) 1929